# Zečji nasip (2025.)
Zečji nasip je hrvatska dugometražna romantična drama iz 2025. godine, redateljice Čejen Černić Čanak, snimljen prema scenariju Tomislava Zajeca, nastao u koprodukciji hrvatskog produkcijskog studija Kinorama, litavskog studija Tremora i slovenskog studija Perfo Production.  Film je svjetsku premijeru imao 16. veljače 2025. na 75. Međunarodnom filmskom festivalu u Berlinu u sklopu natjecateljskog programa "Generation 14plus".

## Radnja
U selu kojem prijete nabujale rijeke, ljudi užurbano grade zečje nasipe kako bi zaštitili svoje domove. No, dok selo pokušava obraniti tlo od nadolazeće vode, dvojica muškaraca bore se s nečim što je još teže zadržati – vlastitim emocijama.
Slaven se vraća kući zbog očeva pogreba, ne sluteći da će njegov dolazak uzburkati mnogo više od sjećanja. Susret s Markom, prijateljem iz djetinjstva i ljubavi zbog koje ga je otac izbacio iz kuće, otvara stare rane i potisnute osjećaje. Marko, sada uspješni sportaš, pokušava zadržati red u svom životu, gradeći barijere oko srca kao što selo podiže nasipe oko rijeke. Ali voda uvijek nađe put – baš kao i ljubav.

## Glumačka postava
- Lav Novosel kao Marko
- Andrija Žunac kao Slaven
- Leon Grgić kao Fićo
- Tanja Smoje kao Vanča
- Alma Prica kao Alenka
- Filip Šovagović kao Franjo
- Franka Mikolaci kao Petra
- Luka Baškarad kao Ivan
- Rada Mrkšić kao Baka
- Marica Vidušić Vrdoljak kao kolegica
- Pan Jelić kao Edi
- Margarita Belan kao Sanja
- Lana Hranjec kao Iris
- Gregor Birkić kao Zvone
- Dino Nikolić kao Robi
- Ana Ugrina kao Maja
- Katja Galunić kao Lada
- Andrej Švaco kao Mislav
- Ivan Grgić kao vatrogasac Denis
- Alan Katić kao vatrogasac Žile
- Mario Knezović kao vatrogasac Čole
- Darko Plovanić kao susjed Vlado
- Matej Čatarić kao sudac 1
- Kristian Bonačić kao sudac 2
- Goran Gorički kao sudac 3
- Krešimir Brezovec kao profesor tjelesnog
- Dubravka Kos kao susjeda
- Marijan Mioković kao susjed
- Marijan Pušić kao susjed 2
- Roman Kodba kao susjed 3
- Željko Tomac kao radio voditelj
- Tea Rapaić kao radio voditeljica

## Vanjske poveznice
- Službena stranica – Kinorama
- Zečji nasip u internetskoj bazi filmova IMDb-a
- Žečji nasip u internetskom katalogu hrvatskih filmova HAVC-a